# 坂和樹
坂 和樹（ばん かずき、1997年9月22日 - ）は、日本出身のラグビーユニオン選手。現在ジャパンラグビーリーグワンに参戦する浦安D-Rocksに所属している。

## プロフィール
- 東京都出身。
- 身長 182 cm・体重 105 kg
- 現役時代のポジションはプロップ(PR)。2022-23シーズンまではナンバーエイト(No.8)でプレー。
- U20日本代表スコッドに選ばれたことがある[1]。

## 来歴
中学校からラグビーを始めた。
2016年、明大中野八王子高校卒業後、明治大学に入る。
2020年、明治大学卒業後、NTTコミュニケーションズシャイニングアークスに加入。
2022年7月、NTT再編に伴う新チーム浦安D-Rocks選手スコッドに選ばれた。
2023年2月11日に行われたJAPAN RUGBY LEAGUE ONE第5節日本製鉄釜石シーウェイブス戦にて途中出場でリーグワン公式戦に初出場。同年5月、コリアスーパーラグビーリーグの現代グロービスに派遣された。
2024-25シーズン限りで浦安D-Rocksを退団し、引退。